# Polarkreis 18
Polarkreis 18 war eine Popgruppe aus Dresden, die sich aus der Band Jack of All Trades entwickelte. Stilistisch mischen Polarkreis 18 Pop, Synthie-Pop, Post-Rock und Indietronic. Vor allem das Album 13 von Blur inspirierte die Band, ihre Punk- und Metal-Wurzeln zu verlassen und sich experimentelleren Klängen zuzuwenden.

## Geschichte
Polarkreis 18 wurde Weihnachten 1997 in Dresden gegründet. Sie ging aus den vorangegangenen Projekten NBI, Adrenaline und Jack of all Trades hervor. Vor dem Jahr 2005 bestand die Band zeitweise nur aus den Kernmitgliedern Räuber, Wenzel und Pasora.
Die erste Veröffentlichung von Polarkreis 18 war ein kostenfreies Fünf-Track-Downloadalbum im Jahr 2004. Eine Besonderheit war der am 2. Oktober 2005 in Dresden zur Konzertvisualisierung uraufgeführte Klangfilm.
2006 belegte die Band den zweiten Platz beim f6 Music Award und ging als Sieger des PlugIn-Festivals hervor, was ihnen in der Folge einen Plattenvertrag bei dem Label Motor Music einbrachte. Am 16. Februar 2007 erschien dort ihr selbstproduziertes Debütalbum Polarkreis 18 (gemischt von Jochen Naaf), das positive Rezensionen z. B. in der Spex, der Intro oder bei Spiegel Online bekam.
Im Februar 2008 trat die Gruppe im Vorprogramm der Deutschland-Tournee der Smashing Pumpkins auf. Im Oktober 2008 veröffentlichten sie den Titelsong Allein Allein zum Film Krabat. Der Song schaffte es auf Anhieb in die Top 10 der deutschen Singlecharts und erreichte nach drei Wochen Platz 1 der Charts. Der deutsch-, englisch- und dänischsprachige Remix Allein, alene von der Rockgruppe Nephew stieg Mitte Oktober 2008 auf Platz 3 der dänischen Single-Charts ein. Das zweite Album von Polarkreis 18 trägt den Titel The Colour of Snow und erschien am 17. Oktober 2008. Der Sound darauf wurde gegenüber dem Vorgängeralbum Polarkreis 18 deutlich größer, pathetischer und orchestraler. Rammsteins Arrangeur Sven Helbig lieferte die erforderlichen Orchesterparts, die vom Filmorchester Babelsberg eingespielt wurden. Das zum Markenzeichen gewordene Motiv der Band im Eisblock auf dem Cover und im Artwork des Booklets wurde von Matthias Popp fotografiert.
Am 13. Februar 2009 traten Polarkreis 18 mit ihrer zweiten Singleauskopplung The Colour of Snow, jedoch mit einer deutschen und nicht mit einer wie im Video zu hörenden englischen Version, für das Bundesland Sachsen beim Bundesvision Song Contest 2009 an und erreichten den 2. Platz. Mit dem Einstieg von The Colour of Snow auf Platz 5 hatten Polarkreis 18 im Februar 2009 zwei Singles gleichzeitig in den deutschen Single-Top-Ten.
Das Video zum Titel Allein Allein von Polarkreis 18 war eines der Nominierten für den Musikpreis Echo 2009 in der Kategorie Bestes Video und im selben Jahr spielten sie als Vorband von Depeche Mode bei der „Tour of the universe“.
Das Album The Colour of Snow erreichte 2010 in Deutschland die goldene Schallplatte für 100.000 verkaufte Einheiten.
Am 26. November 2010 erschien das Album Frei. Die erste Singleauskopplung heißt Unendliche Sinfonie und erschien am 12. November 2010. An den kommerziellen Erfolg des Vorgängeralbums konnte nicht angeknüpft werden.
Ende Juni 2011 verließ Silvester Wenzel die Gruppe, um künftig eine andere musikalische Richtung einzuschlagen.
Im Jahr 2012 beschlossen Polarkreis 18, sich vorerst aus der Öffentlichkeit zurückzuziehen und sich unterschiedlichen Projekten zu widmen. Während der Sänger Felix Räuber zusammen mit Maximilian Hecker tourte, gründete Christian Friedel mit Philipp Makolies, Christian Grochau, Uwe Pasora und Ludwig Bauer die Band Woods of Birnam, die zu gleichen Teilen auf Konzertbühnen und am Theater aktiv ist (feste Engagements und wechselnde Produktionsbeteiligungen am Staatstheater Dresden und am Düsseldorfer Schauspielhaus). 2016 gründete Felix Räuber zusammen mit Eva Croissant unter dem Label Universal das Projekt Zwei von Millionen.
Seit 2018 ist Felix Räuber als Solo-Künstler aktiv. Auf die Debüt-EP Wall folgte 2019 eine weitere EP mit dem Titel Me.
Die Band löste sich nie offiziell auf, alle Mitglieder machen weiterhin Musik und unterstützen sich gegenseitig bei ihren Projekten. Im Interview mit dem ZDF-Fernsehformat Volle Kanne merkte Räuber im Juli 2019 allerdings ebenfalls an, ein gemeinsames Comeback der Band sei trotz des guten beruflichen und privaten Verhältnisses der ehemaligen Mitglieder weiterhin nicht geplant.

## Name
Zur Entstehung des Bandnamens, bei dem es sich laut Gitarrist Makolies um einen Gag handelt, gibt es unterschiedliche Geschichten: Laut einem frühen Interview entstand der Bandname aus dem zufälligen Namen einer Tondatei bei Studioarbeiten, der später zunächst für ein Lied und dann als Gruppenname übernommen wurde. In einem späteren Interview erklärte Robin Schwidtal, Triangel- und Klappenhornspieler der Band, die Entstehung des Bandnamens anders: Der Vater eines Freundes habe eine Expedition zum Polarkreis unternommen. Dabei sei er jedoch technisch so schlecht ausgerüstet gewesen, dass ihm zwei Zehen erfroren seien. So wären ihm nach der Rückkehr lediglich acht Zehen verblieben. Laut der Bild erzählte der Sänger Felix Räuber jedoch, dass dieses Unglück seinen Vater ereilt habe.

## Diskografie

### Studioalben
| Jahr | Titel              | Höchstplatzierung, Gesamtwochen, AuszeichnungChartplatzierungen (Jahr, Titel, Platzierungen, Wochen, Auszeichnungen, Anmerkungen) | Höchstplatzierung, Gesamtwochen, AuszeichnungChartplatzierungen (Jahr, Titel, Platzierungen, Wochen, Auszeichnungen, Anmerkungen) | Anmerkungen                                                |
| Jahr | Titel              | DE | CH | Anmerkungen                                                |
| ---- | ------------------ | --- | --- | ---------------------------------------------------------- |
| 2005 | Look               | — | — | Erstveröffentlichung: 2005                                 |
| 2007 | Polarkreis 18      | DE96 (1 Wo.)DE | — | Erstveröffentlichung: 16. Februar 2007                     |
| 2008 | The Colour of Snow | DE14 Gold · (27 Wo.)DE | CH62 (6 Wo.)CH | Erstveröffentlichung: 17. Oktober 2008 Verkäufe: + 100.000 |
| 2010 | Frei               | DE73 (1 Wo.)DE | — | Erstveröffentlichung: 26. November 2010                    |

### Singles
| Jahr | Titel Album                       | Höchstplatzierung, Gesamtwochen, AuszeichnungChartplatzierungen (Jahr, Titel, Album, Platzierungen, Wochen, Auszeichnungen, Anmerkungen) | Höchstplatzierung, Gesamtwochen, AuszeichnungChartplatzierungen (Jahr, Titel, Album, Platzierungen, Wochen, Auszeichnungen, Anmerkungen) | Höchstplatzierung, Gesamtwochen, AuszeichnungChartplatzierungen (Jahr, Titel, Album, Platzierungen, Wochen, Auszeichnungen, Anmerkungen) | Anmerkungen                                                  |
| Jahr | Titel Album                       | DE | AT | CH | Anmerkungen                                                  |
| ---- | --------------------------------- | --- | --- | --- | ------------------------------------------------------------ |
| 2008 | Allein Allein The Colour of Snow  | DE1 ×3Dreifachgold · (49 Wo.)DE | AT2 (34 Wo.)AT | CH7 (36 Wo.)CH | Erstveröffentlichung: 26. September 2008 Verkäufe: + 480.000 |
| 2009 | The Colour of Snow                | DE5 (9 Wo.)DE | AT38 (4 Wo.)AT | — | Erstveröffentlichung: 13. Februar 2009                       |
| 2009 | Happy Go Lucky The Colour of Snow | DE72 (1 Wo.)DE | — | — | Erstveröffentlichung: 12. Juni 2009                          |
| 2010 | Unendliche Sinfonie Frei          | DE32 (7 Wo.)DE | — | — | Erstveröffentlichung: 12. November 2010                      |

## Musikvideos
- Allein Allein, Regie: Hagen Decker
- The Colour of Snow, Regie: Sven Helbig & Krause Brothers
- Happy Go Lucky, Regie: Sven Helbig
- Unendliche Sinfonie, Regie: Daniel Warwick[12]
- Frei, Regie: Nora Otte[13]

## Auszeichnungen für Musikverkäufe
| Platin-Schallplatte - Dänemark - 2008: für die Single Allein Allein |

Anmerkung: Auszeichnungen in Ländern aus den Charttabellen bzw. Chartboxen sind in ebendiesen zu finden.
| Land/RegionAuszeichnungen für Musikverkäufe (Land/Region, Auszeichnungen, Verkäufe, Quellen) | Gold     | Platin     | Verkäufe | Quellen           |
| -------------------------------------------------------------------------------------------- | -------- | ---------- | -------- | ----------------- |
| Dänemark (IFPI)                                                                              | —        | Platin1    | 30.000   | hitlisten.nu      |
| Deutschland (BVMI)                                                                           | 2× Gold2 | Platin1    | 550.000  | musikindustrie.de |
| Insgesamt                                                                                    | 2× Gold2 | 2× Platin2 |          |                   |